# Лондонська декларація про право морської війни 1909
Лондонська декларація про право морської війни 1909 — міжнародно-правовий документ, підписаний 1909 представниками Австро-Угорщини, Великої Британії, Іспанії, Італії, Нідерландів, Німеччини, Росії, США, Франції та Японії на Лондонській морській конференції. Ця декларація багато в чому повторювала чинне законодавство, але розглядалося багато суперечливих моментів, включаючи блокади портів і берегів, військову контрабанду та винагороду, зміни прапора корабля до і під час війни; конвоювання нейтральних вантажів тощо.
Декларація не була ратифікована державами, які її підписали, але мала позитивний вплив на розвиток міжнародного права війни. 